# Commissiedelict
Een commissiedelict is in het Belgisch strafrecht een positieve daad die effectief schade heeft veroorzaakt en een inbreuk pleegt op strafwetgeving. Voorbeelden hiervan zijn diefstal, slagen en verwondingen.
Een commissiedelict verschilt van een omissiedelict in die zin dat omissiedelicten onthoudingen uitmaken en geen positieve, fysieke handelingen.